# محرمانه مدرسه هنر
محرمانه مدرسه هنر (به انگلیسی: Art School Confidential) فیلمی محصول سال ۲۰۰۶ و به کارگردانی تری زوایگف است. در این فیلم بازیگرانی همچون مکس مینگلا، سوفیا مایلز، جان مالکوویچ، آنجلیکا هیوستون، جیم برودبنت، مت کیزلار، اتان سوپلی، ژول دیوید مور، نیک اسواردسون، آدام اسکات، عزرا بوزینگتون، کاترین منیگ، اسکوت مک‌نری، استیو بوشمی، عثمان سویکوت و برایان گراتی ایفای نقش کرده‌اند.